# Nuoto ai Giochi della XIX Olimpiade - 200 metri misti femminili
La competizione dei 200 metri misti femminili di nuoto ai Giochi della XIX Olimpiade si è svolta il 20 ottobre 1968 alla Piscina Olímpica Francisco Márquez di Città del Messico.

## Programma
| Data            | Round      | Note                           |
| --------------- | ---------- | ------------------------------ |
| 20 ottobre 1968 | 6 Batterie | I migliori 8 tempi alla finale |
| 20 ottobre      | Finale     |                                |

## Risultati

### Batterie
| Pos. | Atleta           | Nazione      | Totale | Pos F |
| ---- | ---------------- | ------------ | ------ | ----- |
| 1    | Sabine Steinbach | Germania Est | 2'33"2 | 4 Q   |
| 2    | Jan Henne        | Stati Uniti  | 2'33"9 | 6 Q   |
| 3    | Sue Eddy         | Australia    | 2'36"6 | 11    |
| 4    | Yvonne Tobis     | Israele      | 2'41"0 | 20    |
| 5    | Nelly Syro       | Colombia     | 2'55"7 | 38    |
| 6    | Liana Vicens     | Porto Rico   | 2'57"0 | 39    |

| Pos. | Atleta               | Nazione        | Totale | Pos F |
| ---- | -------------------- | -------------- | ------ | ----- |
| 1    | Tui Shipston         | Nuova Zelanda  | 2'35"5 | 9     |
| 2    | Dianna Rickard       | Australia      | 2'36"0 | 10    |
| 3    | Consuelo Changanaqui | Perù           | 2'40"0 | 16    |
| 4    | Heli Matzdorf        | Germania Ovest | 2'42"1 | 23    |
| 5    | Felicia Ospitaletche | Uruguay        | 2'47"8 | 33    |
| 6    | Donatella Ferracuti  | El Salvador    | 2'48"6 | 35    |

| Pos. | Atleta                     | Nazione       | Totale | Pos F |
| ---- | -------------------------- | ------------- | ------ | ----- |
| 1    | Yoshimi Nishigawa          | Giappone      | 2'31"5 | 2 Q   |
| 2    | Pru Chapman                | Nuova Zelanda | 2'42"1 | 23    |
| 3    | Hedy García                | Filippine     | 2'42"3 | 25    |
| 4    | Ellen Ingvadóttir          | Islanda       | 2'43"1 | 28    |
| 5    | Hrafnhildur Guðmundsdóttir | Islanda       | 2'44"3 | 29    |
| 6    | Ruth Apt                   | Uruguay       | 2'45"9 | 32    |

| Pos. | Atleta            | Nazione          | Totale | Pos F |
| ---- | ----------------- | ---------------- | ------ | ----- |
| 1    | Claudia Kolb      | Stati Uniti      | 2'28"8 | 1 Q   |
| 2    | Larisa Zakharova  | Unione Sovietica | 2'34"6 | 7 Q   |
| 3    | Shelagh Ratcliffe | Gran Bretagna    | 2'34"9 | 8 Q   |
| 4    | Kirsten Strange   | Danimarca        | 2'39"4 | 14    |
| 5    | Eva Sigg          | Finlandia        | 2'41"0 | 20    |
| 6    | Lidia Ramírez     | Messico          | 2'42"6 | 26    |
| 7    | María Moreño      | El Salvador      | 2'51"1 | 37    |

| Pos. | Atleta           | Nazione      | Totale | Pos F |
| ---- | ---------------- | ------------ | ------ | ----- |
| 1    | Marianne Seydel  | Germania Est | 2'32"8 | 3 Q   |
| 2    | Susan Pedersen   | Stati Uniti  | 2'33"2 | 4 Q   |
| 3    | Danièle Dorléans | Francia      | 2'39"5 | 15    |
| 4    | Carla Galle      | Belgio       | 2'40"9 | 19    |
| 5    | Kristina Moir    | Porto Rico   | 2'42"8 | 27    |
| 6    | Carmen Ferracuti | El Salvador  | 2'44"7 | 30    |
| 7    | Olga de Ángulo   | Colombia     | 2'48"7 | 36    |

| Pos. | Atleta            | Nazione        | Totale | Pos F |
| ---- | ----------------- | -------------- | ------ | ----- |
| 1    | Hennie Penterman  | Paesi Bassi    | 2'36"7 | 12    |
| 2    | Judit Turóczy     | Ungheria       | 2'38"8 | 13    |
| 3    | Márta Egerváry    | Ungheria       | 2'40"7 | 17    |
| 4    | Mariya Nikolova   | Bulgaria       | 2'40"8 | 18    |
| 5    | Pilar von Carsten | Spagna         | 2'41"7 | 22    |
| 6    | Helmi Boxberger   | Germania Ovest | 2'45"2 | 31    |
| 7    | Shen Bao-Ni       | Taiwan         | 2'48"1 | 34    |

### Finale
| Pos.    | Atleta            | Nazione          | Totale | Nota            |
| ------- | ----------------- | ---------------- | ------ | --------------- |
| Oro     | Claudia Kolb      | Stati Uniti      | 2'24"7 | Record olimpico |
| Argento | Susan Pedersen    | Stati Uniti      | 2'28"8 |                 |
| Bronzo  | Jan Henne         | Stati Uniti      | 2'31"4 |                 |
| 4       | Sabine Steinbach  | Germania Est     | 2'31"4 |                 |
| 5       | Yoshimi Nishigawa | Giappone         | 2'33"7 |                 |
| 6       | Marianne Seydel   | Germania Est     | 2'33"7 |                 |
| 7       | Larisa Zakharova  | Unione Sovietica | 2'37"0 |                 |
| -       | Shelagh Ratcliffe | Gran Bretagna    |        | Squal           |